# Leichtathletik-Europameisterschaften 1971/Marathon der Männer

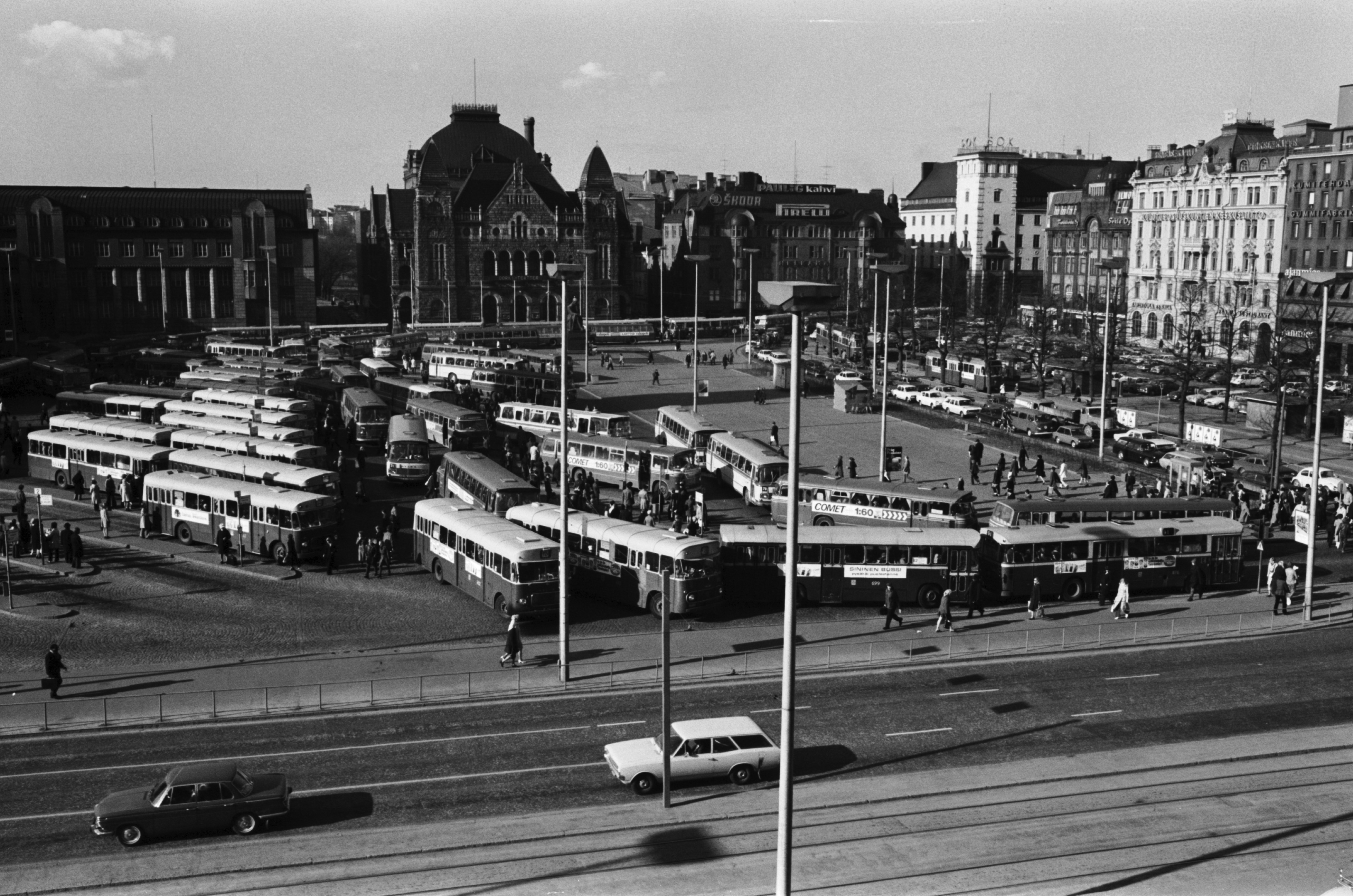
Der Bahnhofsplatz (Rautatientori) von Helsinki im Jahr 1971

Der Marathonlauf der Männer bei den Leichtathletik-Europameisterschaften 1971 fand am 10. August 1971 in Helsinki, Finnland, statt.
Der Belgier Karel Lismont gewann das Rennen mit neuem Meisterschaftsrekord in 2:13:18,8 h. Vizeeuropameister wurde der  Brite Trevor Wright vor seinem Landsmann, dem Titelverteidiger Ron Hill.

## Rekorde/Bestleistungen
Anmerkung:
Rekorde wurden damals im Marathonlauf und Straßengehen wegen der unterschiedlichen Streckenbeschaffenheiten mit Ausnahme von Meisterschaftsrekorden nicht geführt.

### Bestehende Bestmarken
| Weltbestzeit         | Derek Clayton | 2:08:33,6 h | Antwerpen, Belgien        | 30. Mai 1969    |
| Europabestzeit       | Ron Hill      | 2:09:28,0 h | Edinburgh, Großbritannien | 23. Juli 1970   |
| Meisterschaftsrekord | Sergei Popow  | 2:15:17,0 h | EM Stockholm, Schweden    | 24. August 1958 |

### Rekordverbesserung
Mit seiner Zeit von 2:13:18,8 h verbesserte der Belgier Karel Lismont als neuer Europameister den EM-Rekord um 1:58,2 Minuten. Zur Europabestzeit fehlten ihm 3:50,8 min, zur Weltbestzeit 4:44,2 min.

## Ergebnis

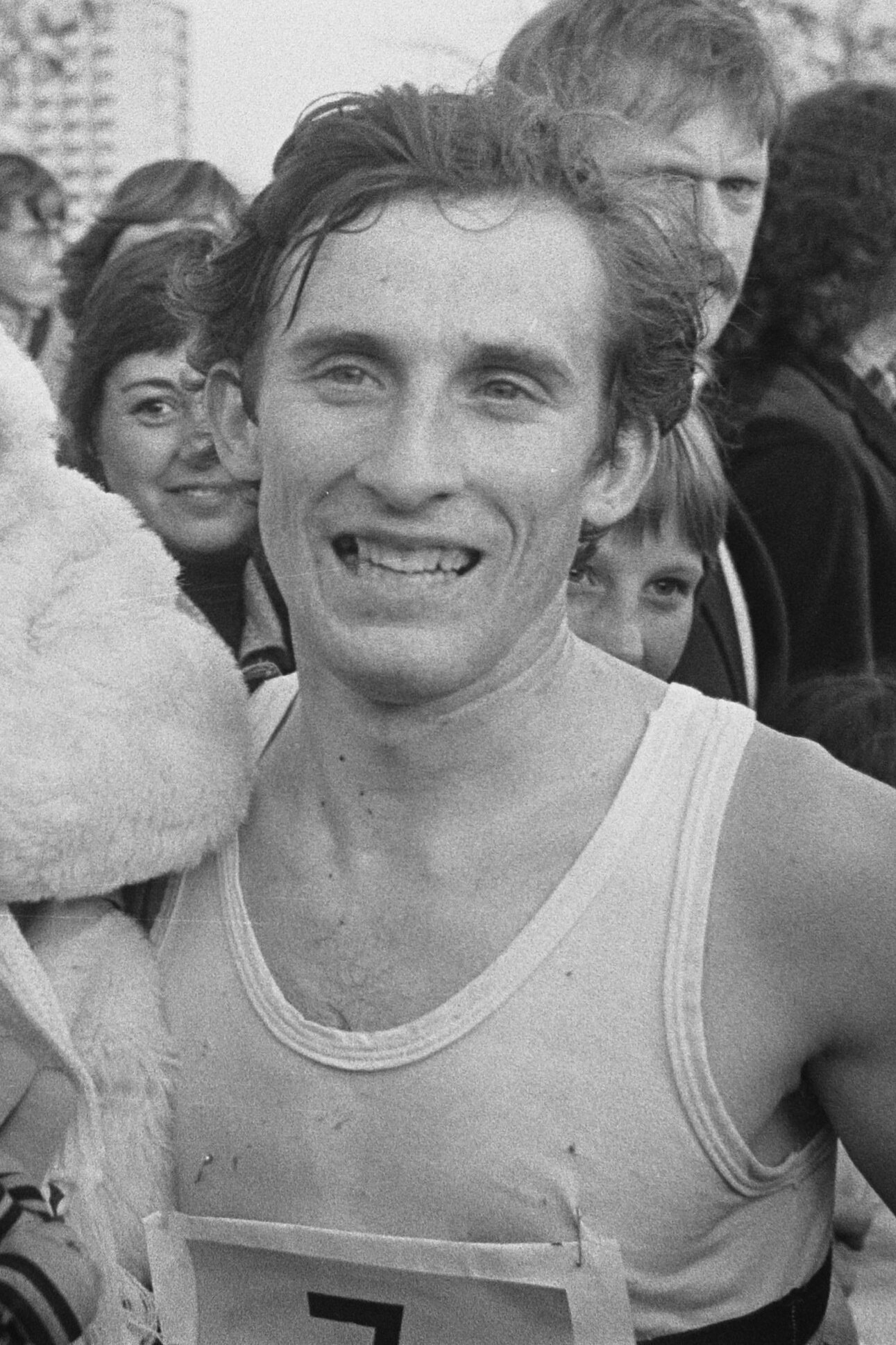
Europameister Karel Lismont
(hier im Jahr 1976)

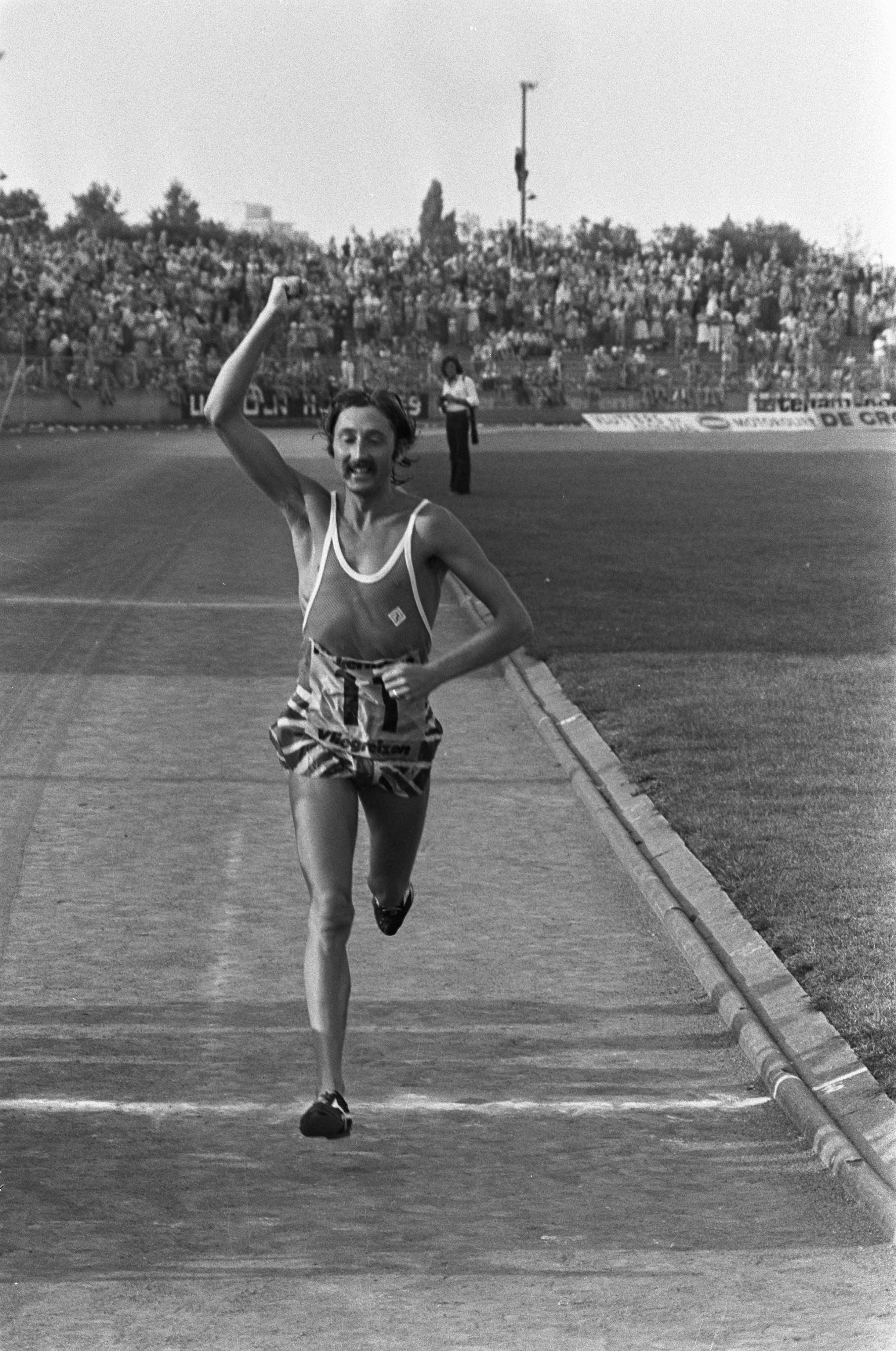
Bronzemedaillengewinner Ron Hill (1975 in Enschede)

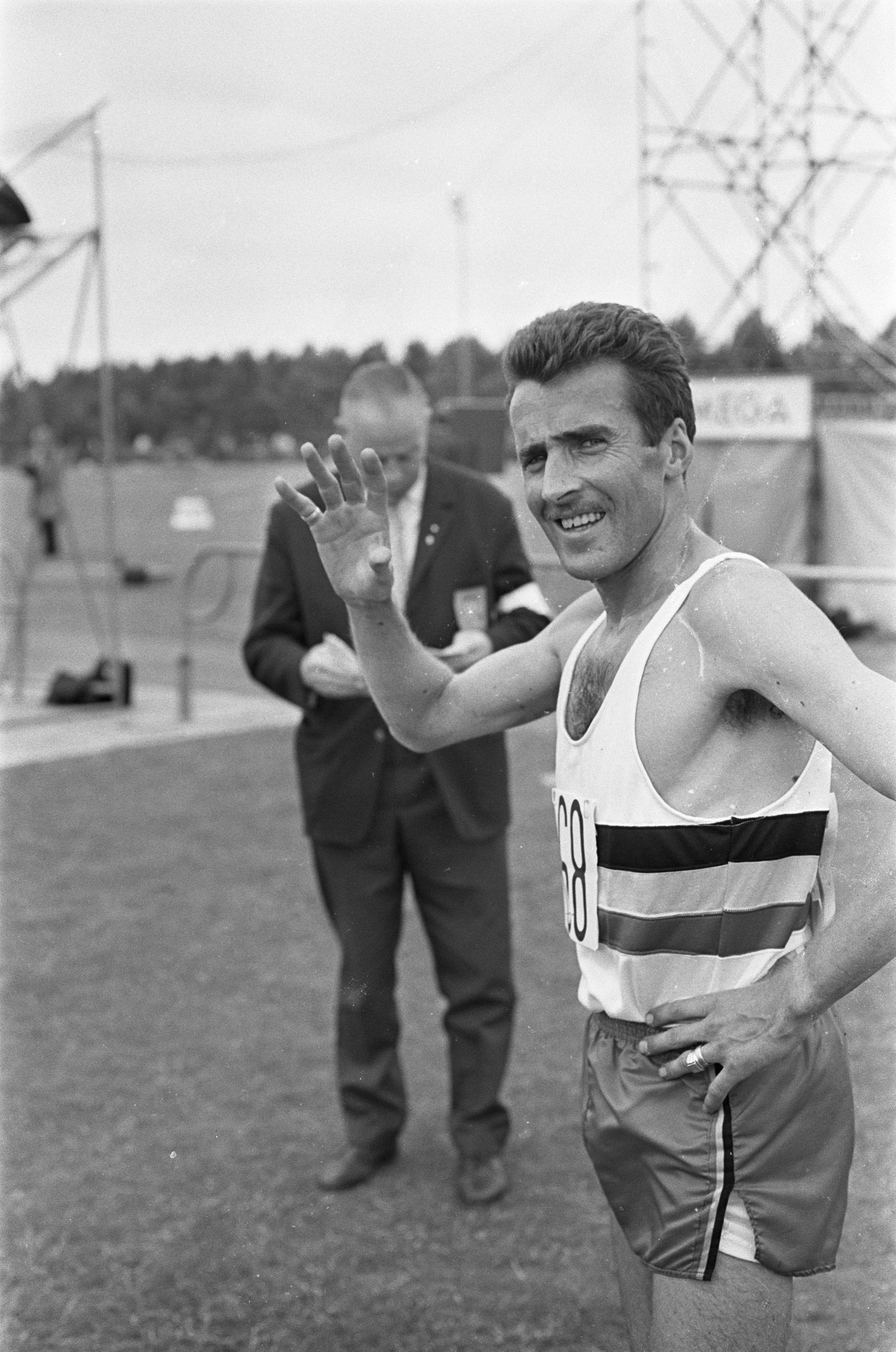
Gaston Roelants (im Jahr 1967) – Platz fünf

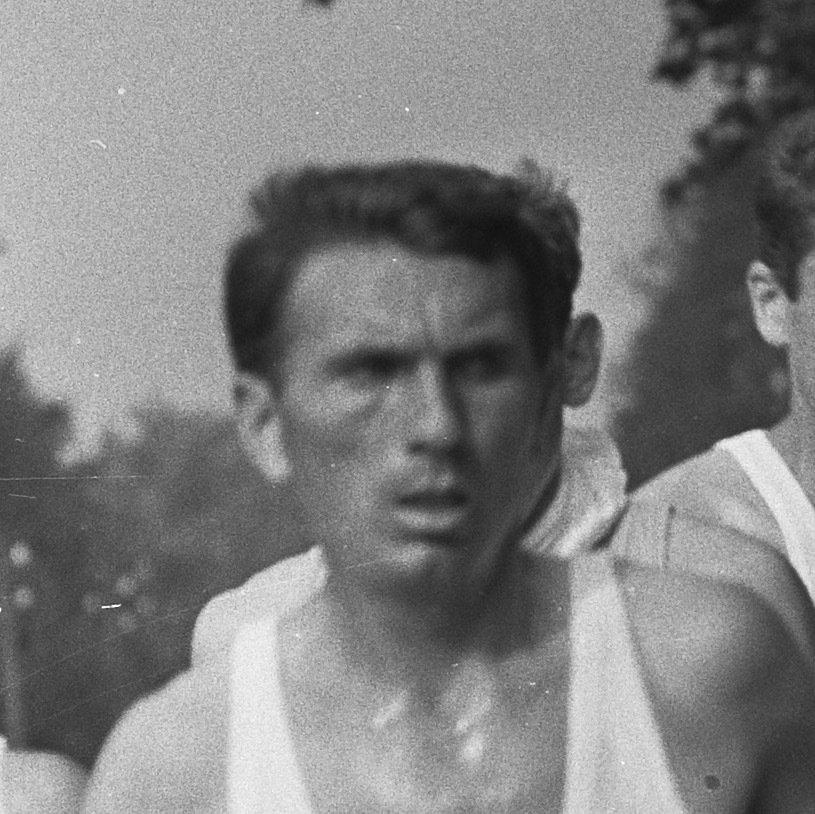
Ismail Akçay (hier im Jahr 1967 in Enschede) – Platz sechzehn

| Platz | Athlet               | Land           | Zeit (h)     |
| ----- | -------------------- | -------------- | ------------ |
|       | Karel Lismont        | Belgien        | 2:13:09,0 CR |
|       | Trevor Wright        | Großbritannien | 2:13:59,62   |
|       | Ron Hill             | Großbritannien | 2:14:34,83   |
| 04    | Colin Kirkham        | Großbritannien | 2:16:22,0    |
| 05    | Gaston Roelants      | Belgien        | 2:17:48,85   |
| 06    | Pentti Rummakko      | Finnland       | 2:17:58,86   |
| 07    | Lutz Philipp         | BR Deutschland | 2:18:08,6    |
| 08    | Agustín Fernández    | Spanien        | 2:18:26,6    |
| 09    | Kalle Hakkarainen    | Finnland       | 2:18:45,0    |
| 10    | Gyula Tóth           | Ungarn         | 2:18:59,6    |
| 11    | Danny McDaid         | Irland         | 2:19:07,2    |
| 12    | Antonio Brutti       | Italien        | 2:19:34,8    |
| 13    | Juri Wolkow          | Sowjetunion    | 2:19:56,6    |
| 14    | Bernard Caraby       | Frankreich     | 2:19:59,0    |
| 15    | Armando Aldegalega   | Portugal       | 2:20:01,2    |
| 16    | İsmail Akçay         | Türkei         | 2:20:26,8    |
| 17    | Giacomo Marietta     | Italien        | 2:21:30,0    |
| 18    | Fleming Kempel       | Dänemark       | 2:21:34,8    |
| 19    | Juri Welikorodnych   | Sowjetunion    | 2:21:59,0    |
| 20    | Anatoli Baranow      | Sowjetunion    | 2:22:16,0    |
| 21    | Zdzisław Bogusz      | Polen          | 2:22:16,0    |
| 22    | Maurice Peiren       | Belgien        | 2:22:36,4    |
| 23    | Juan Hidalgo         | Spanien        | 2:22:42,4    |
| 24    | Jan Wawrzuta         | Polen          | 2:23:51,6    |
| 25    | Manfred Steffny      | BR Deutschland | 2:24:05,6    |
| 26    | Jørgen Jensen        | Dänemark       | 2:24:33,2    |
| 27    | Einar Weidemann      | Norwegen       | 2:24:54,0    |
| 28    | Mario Binato         | Italien        | 2:24:57,8    |
| 29    | René Combes          | Frankreich     | 2:25:35,6    |
| 30    | Hüseyin Aktaş        | Türkei         | 2:25:39,8    |
| 31    | Mogens Findal        | Dänemark       | 2:26:04,2    |
| 32    | Jean-Pierre Spengler | Schweiz        | 2:26:12,8    |
| 33    | Carlos Pérez         | Spanien        | 2:26:53,6    |
| 34    | Bent Natvig          | Norwegen       | 2:28:12,6    |
| 35    | Ulf Håkansson        | Schweden       | 2:28:37,8    |
| 36    | Geert Jansen         | Niederlande    | 2:29:14,4    |
| 37    | Sven-Olof Lindvall   | Schweden       | 2:30:38,6    |
| 38    | Helmuth Kunisch      | Schweiz        | 2:30:42,4    |
| 39    | Patrick Coyle        | Irland         | 2:30:45,0    |
| 40    | Josef Gwerder        | Schweiz        | 2:33:06,6    |
| 41    | Lajos Mecser         | Ungarn         | 2:34:35,2    |
| DNF   | Pat McMahon          | Irland         |              |
| DNF   | Peter Fredriksson    | Schweden       |              |
| DNF   | Bjarne Sletten       | Norwegen       |              |
| DNF   | Seppo Tuominen       | Finnland       |              |
| DNF   | Paul Angenvoorth     | BR Deutschland |              |
| DNF   | Nedo Farčić          | Jugoslawien    |              |
| DNF   | Fernand Kolbeck      | Frankreich     |              |
| DNF   | Georg Förster        | Österreich     |              |
| DNF   | Jürgen Busch         | DDR            |              |
| DNF   | Edward Stawiarz      | Polen          |              |
| DNF   | Janos Szerenyi       | Ungarn         |              |

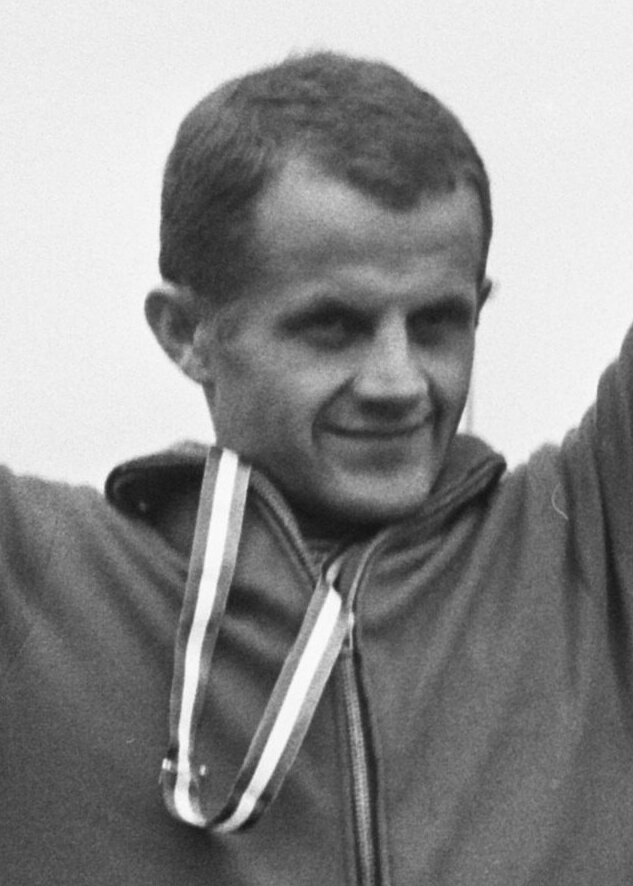
Zdzisław Bogusz (Siegerehrung Enschede 1969) – Platz 21
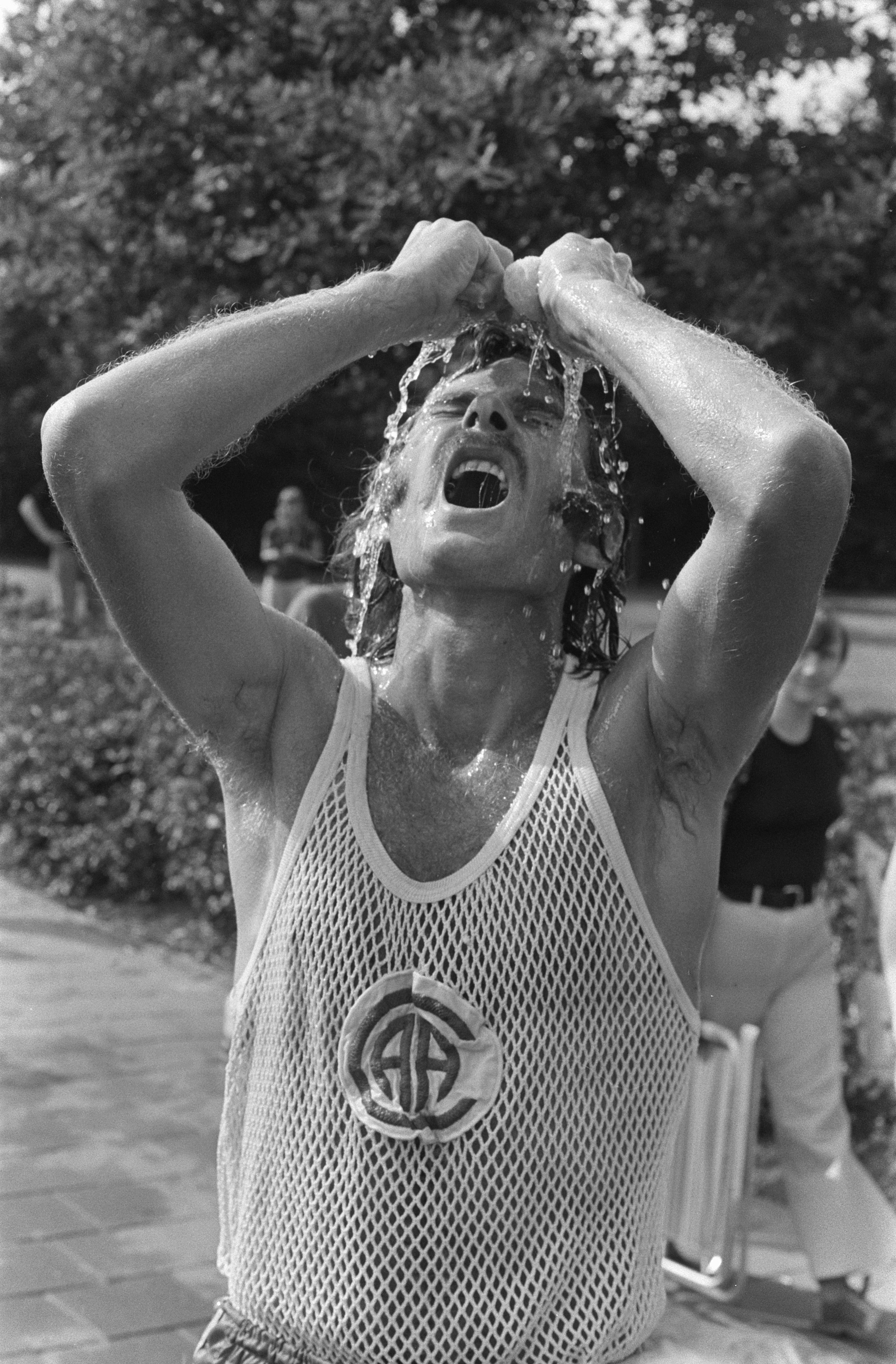
Geert Jansen (Groningen 1974) – Platz 36